# Еуфемия (императрица)
Еуфемия е византийска императрица, съпруга на император Юстин I (518 – 527). Също като него тя има селски произход. Според Тайната история на Прокопий Кесарийски Еуфемия е родена като робиня от варварски произход.
Преди да стане императрица Еуфемия се наричала Лупицина (на латински: Lupicina), т.е. „вълчица“, което е латински евфемизъм за проститутка. След възцаряването на Юстин, тя променя името си в чест на християнската светица Еуфемия.
Императрица Еуфемия оказва решаващо влияние върху религиозната политика на мъжа си, който поддържа ортодоксалното християнство. Умира няколко години преди Юстин I. Бракът им е бездетен или без официално известни наследници.